# Gordijn (mycologie)

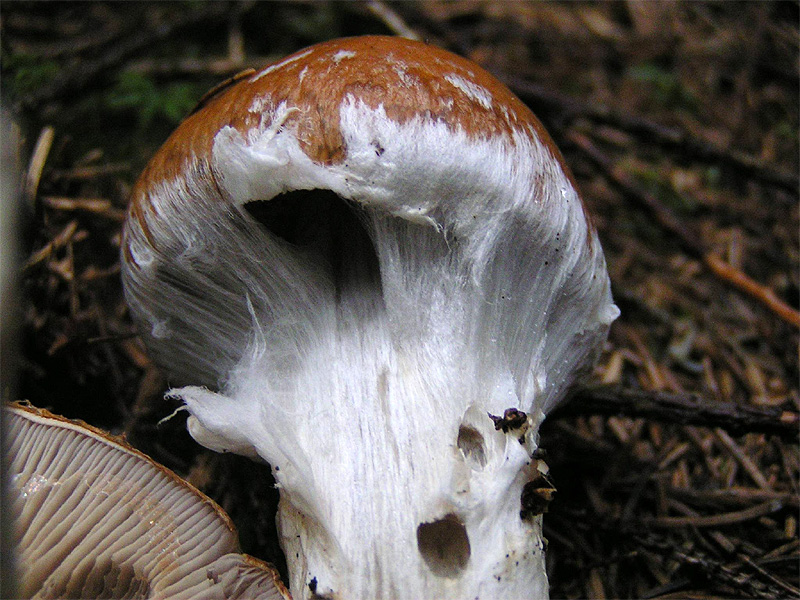
Cortinarius claricolor met een duidelijke cortina

Het gordijn of de cortina is een spinnenwebachtig velum, dat vooral voorkomt in de paddenstoelenfamilie Cortinariaceae. De cortina bevindt zich tussen de hoedrand en de steel. Bij oudere paddenstoelen is de cortina meestal opgelost en is dan alleen nog als gekleurde spore ringzone op de steel waar te nemen als sluierfragment.